# 小抹香鯨
小抹香鯨，又称次抹香鲸、小卡切拉特鲸，是一種小型的齒鯨，屬於齒鯨小目中的小抹香鯨科，由於生性隱密在海上不易觀察，對於牠們的生態習性尚不清楚，平常出沒約1~2隻，鮮少超過三隻以上的群體。目前對牠們的了解主要是來自於擱淺的標本。小抹香鯨的外型與同屬的侏儒抹香鯨十分相像，小抹香鯨的體型較大，成年體長約2.6-3.4公尺。背鰭在中後方，略小，頭型呈方型。
小抹香鯨與抹香鯨為不同的種類，但身體構造與生理功能有相似之處。
全球的分布主要生活于热带至温带海域。该物种的模式产地在好望角。臺湾海域東部海域偶而可見，尤其在離岸較遠水深較深處。野外主要以魷魚等頭足類為食物，潛水能力佳。由於受到驚嚇或遇敵時，會排出體內的銹色糞便讓海面呈暗紅色混濁後離開，漁民稱呼此種為“吐血鯃”。
而小抹香鯨的擱淺事件則在臺灣各地時有所聞，亦有活體救援野放紀錄。
香港亦曾經有數次小抹香鯨屍體流入香港水域事件，最近一次發生於2017年12月。

## 保护
- IUCN名錄:資料不足(Data Deficient)
- 中国国家重点保护动物等级：二级
- 保育類野生動物名錄：珍貴稀有野生動物